# Blériot Aéronautique
Pour les articles homonymes, voir Blériot.
Blériot Aéronautique (1909-1936) est une entreprise de construction aéronautique française fondée par Louis Blériot. Elle construisit également quelques motocyclettes entre 1921 et 1922.

## Historique

### Fondation
En mars 1909, Louis Blériot fonde à Courbevoie une entreprise de construction aéronautique. D'artisanale, elle devient une entreprise industrielle grâce à la renommée acquise grâce à la première traversée de la Manche en avion qu'il réalise en juillet de la même année. Il reçoit une centaine de commandes du monde entier et devient le premier industriel de l’aviation. Entre 1909 et 1919, près de 100 Blériot XI seront construits.
Pour faire face à ces commandes, Blériot doit organiser son entreprise. Il choisit un terrain à Buc, proche de Paris, sur lequel il bâtit un « aéroparc » à l’automne 1909. Son objectif est de réunir formation, essais et spectacles en un même lieu.

### Première Guerre mondiale

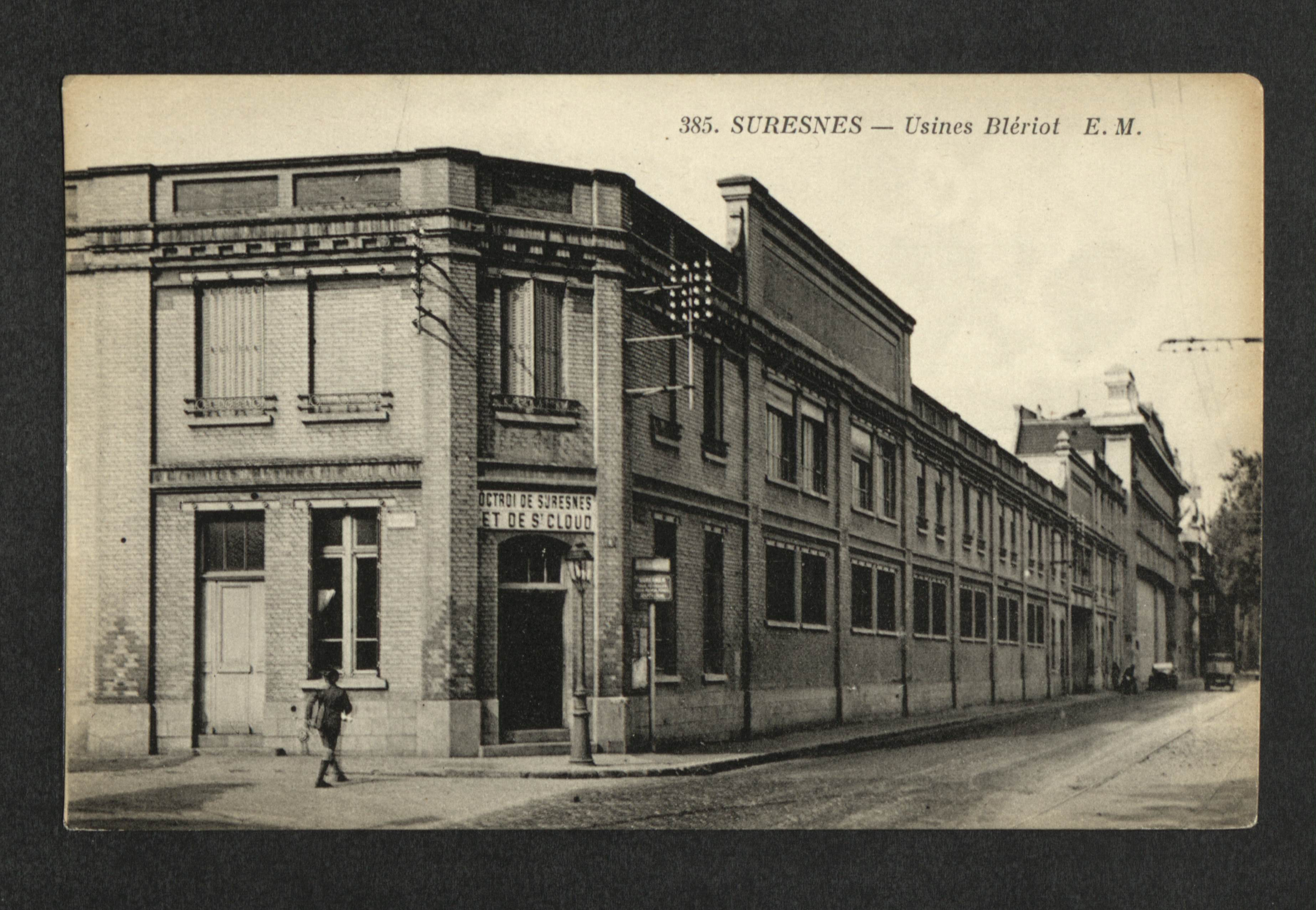
L'usine de Suresnes.

L'entreprise ne prend réellement son essor qu'avec la Première Guerre mondiale. Une usine est construite en Angleterre, à Addlestone, fabriquant durant le conflit à la fois des chasseurs Blériot et des SPAD.
En 1914, Blériot Aéronautique rachète la Société de production des aéroplanes Deperdussin (SPAD), alors en grande difficulté. Les deux entreprises fusionnent en 1921.
En 1915, Louis Blériot décide la création d'une usine à Suresnes, ville industrielle depuis la fin du XIXe siècle. En effet, à l'époque, dans un contexte d'industrialisation, de nombreuses usines sont érigées le long des berges de la Seine de la banlieue ouest-parisienne. Installée sur un quai, ce qui favorise le transport des appareils par voie fluviale et aérienne (l'hippodrome de Longchamp voisin servant d'aérodrome), elle emploie 2 500 ouvriers, qui dans 28 000 m2 d'ateliers produisent 23 unités par jour,.

### Entre-deux-guerres
Après la guerre, l'usine suresnoise se reconvertit dans la fabrication de motocyclettes  à 2-cylindres. Il s'agit, avec cette diversification, de faire face à la conjoncture économique défavorable de ces années, aggravées par les mauvais rapports entretenus avec les pouvoirs publics. Entre 1921 et 1922, l’entreprise produit un cyclecar de 8/10 CV. Le moteur bicylindre entraînait l’essieu arrière via un arbre à cardan.
Blériot Aéronautique essaye par ailleurs de s'adapter à une demande grandissante et s'ouvre à l’aviation de loisir, mais les difficultés perdurent. Motocyclettes, hydroglisseurs et chars à voile se révèlent être des échecs. Si l'ingénieur André Herbemont, successeur de Louis Béchereau, réalise de nombreux prototypes, la production est moindre, et l'entreprise concurrente de Marcel Bloch se taille la part du lion de la production.
En 1934, Blériot Aéronautique fusionne avec l'ANF-Les Mureaux et la société Farman pour devenir l'Union corporative aéronautique (UCA). Sous le Front populaire, en 1936, la société est nationalisée au sein du regroupement Société nationale des constructions aéronautiques du Sud-Ouest (SNCASO). Louis Blériot meurt la même année, peu avant l'opération.
Entre 1939 et 1947, les usines Blériot Aéronautique et l'aéroparc de Buc sont bombardés et occupés tour à tour par les armées française, allemande, américaine et anglaise. Blériot Aéronautique ne récupèrera l'aéroparc qu'en 1947, au départ de la Royal Air Force.
La SNCASO fusionne en 1957 avec la Société nationale des constructions aéronautiques du Sud-Est (SNCASE) pour former Sud-Aviation, qui fusionnera en 1970 avec Nord-Aviation et la Société d'étude et de réalisation d'engins balistiques pour former la Société nationale industrielle aérospatiale, qui fusionnera en 2000 avec Matra, puis en 2001 avec Daimler Chrysler Aerospace (DASA) et Construcciones Aeronáuticas Sociedad Anónima (CASA), pour former European Aeronautic Defence and Space company (EADS), devenue Airbus Group en 2014.
L'ancienne usine de Suresnes est détruite dans les années 1990-2000, remplacée par un bâtiment d'EADS. Le mur monumental, de 40 mètres de long, au bord des quais de Seine, était pourtant inscrit monument historique. Des mosaïques ont toutefois été conservées et ont été installées devant le bâtiment, ainsi qu'une stèle commémorative. En 2020, la SKEMA Business School succède à EADS dans ces locaux.

## Avions

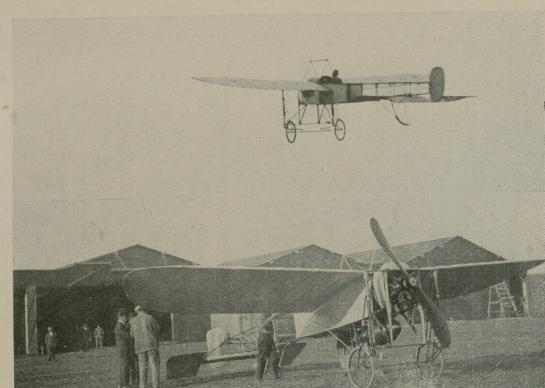
Un Blériot XI en vol.

- Blériot V : construit en 1907, monoplan à configuration canard.
- Blériot VI : juin 1907, double monoplan (ou biplan) à ailes tandem, surnommé la Libellule. Il réussit quelques vols.
- Blériot VII : septembre 1907, monoplan entraîné avec un moteur Antoinette de 50 ch, hélice à quatre pales.
- Blériot VIII : construit en utilisant le Blériot VII entre février et juin 1908, il est proche par sa forme du Blériot XI, mais les ailerons de bord de fuite sont remplacés par des parties pivotantes. Le 24 novembre 1908, il est détruit.
- Blériot XI (1909).
- Blériot XII (1909).
- Blériot 110 « Joseph Le Brix » (1931).
- Blériot 125 (en) (1931) : concept d'avion bimoteur de type push-pull avec deux fuselages pouvant transporter 12 passagers, mais l'avion n'est pas assez manœuvrable, le seul prototype est détruit en 1934[5].
- Blériot 127 (1929).
- Blériot 137 (1930).
- Blériot 110 (1930).
- Blériot 5190 (1933).

## Pilotes
- Edmond Audemars (1882-1970), brevet no 100, chef pilote dès 1910.
- Jean Casale (1893-1923), pilote d'essais de 1918 à 1923.
- Léon Lemartin (1883-1911), brevet no 249, premier contrat connu de pilote d'essais au monde[6], de 1910 à 1911.
- Adolphe Célestin Pégoud (1889-mort pour la France en 1915), brevet pilote no 1243, pilote d'essais de 1913 à 1915. Premier saut en parachute, premier pilote à faire de la voltige.
- Charles Quatremare, chef pilote dès 1934.
- Raymond Villechanoux (1898-1931), chef pilote d'essais, mort dans un accident aérien.